# フラッシング-メイン・ストリート駅 (IRTフラッシング線)
フラッシング-メイン・ストリート駅（Flushing - Main Street）はニューヨーク市地下鉄 IRTフラッシング線の北側ターミナル駅で、クイーンズ区フラッシングの中心部、メイン・ストリートとルーズベルト・アベニューの交差点付近にある。メイン・ストリート駅またはメイン・ストリート-フラッシング駅とも呼ばれる。7系統が終日、<7>系統がラッシュ時の混雑方向に運転されている。
フラッシング・メイン・ストリート駅はもともとはインターボロー・ラピッド・トランジット（IRT）とブルックリン・マンハッタン・トランジット（BMT）との間のデュアル・コントラクツの一部として建設された。1928年1月21日に開業し、当駅の完成をもってフラッシング線のクイーンズ区内部分が完成した。さらに東に延伸する計画もあったが、これまでのところ建設されていない。1990年代には駅施設の改築工事が行われた。
2014年には1908万5948人が当駅を利用し、これはニューヨーク市地下鉄の中で12番目に多く、マンハッタン島外の駅では最も多かった。

## 歴史

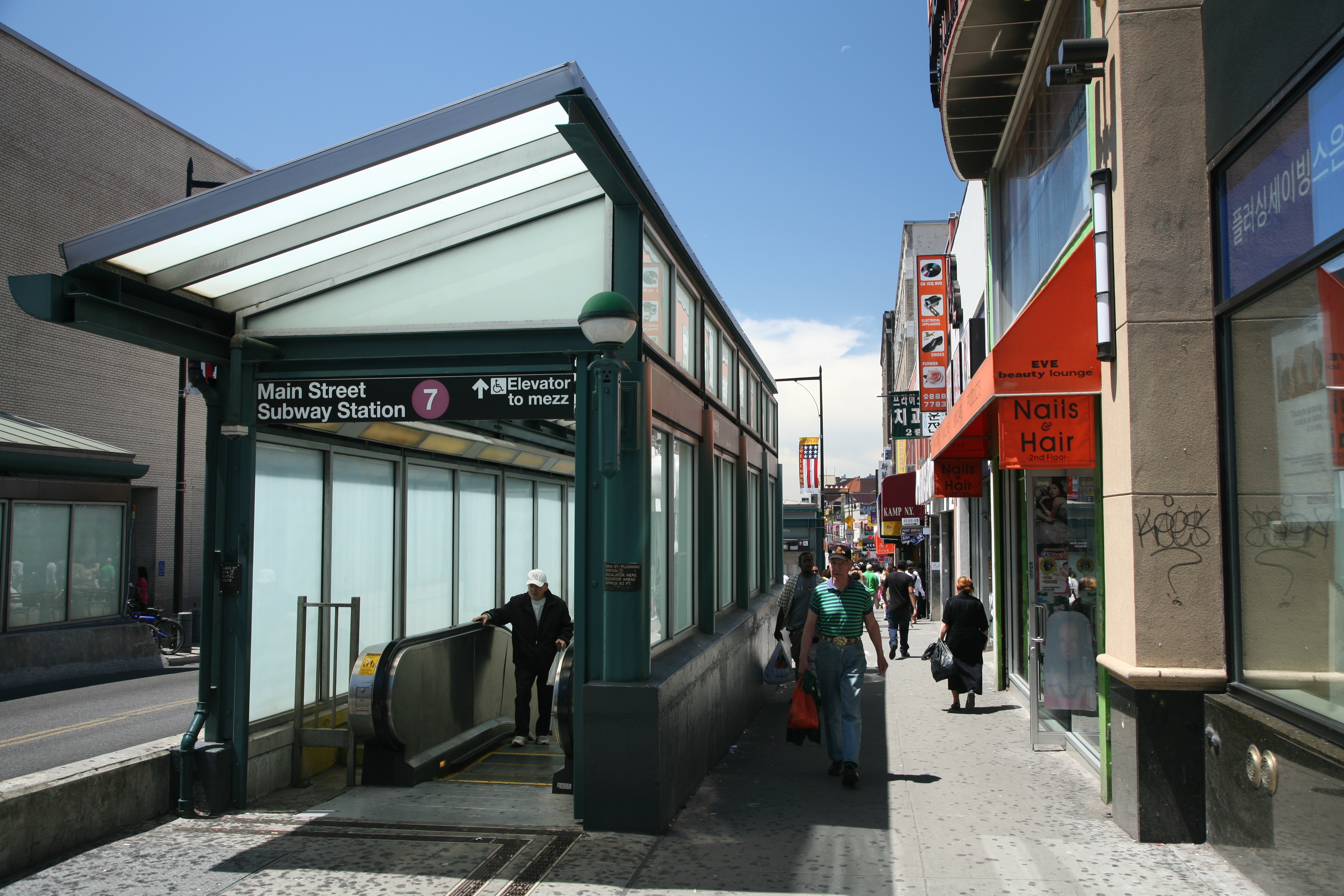
東口のエスカレーター

当駅は、フラッシング線を当時の終点だった103丁目-コロナ・プラザ駅から延伸する際のデュアル・コントラクツに基づいて建設された。路線が計画された1910年代当時は、フラッシングの中心部は静かなオランダ植民地スタイルの村であった。現在のルーズベルト・アベニューはアミティ・ストリートと呼ばれ、ネイバーフッド内でも大きな商店街になっていた。建設にあたって地元住民の反対や資産価値の下落、高架駅を設けるとアミティ・ストリートの拡幅が必要になることなどから地下駅とすることになった。このため、当駅はフラッシング線において7つしかない地下駅の1つ、クイーンズ区内の3つの地下駅の1つ、クイーンズボロ・プラザ駅より東にある唯一の地下駅になった。駅およびフラッシング川を渡る2階建ての橋の建設は1923年4月21日に始まり、駅はオープンカット工法で建設された。1927年に橋が完成、1928年1月21日には駅も開業し、現在に至るまで使用されている。
駅の開業により、フラッシングの中心部は商業化が進み、交通の拠点ともなった。利用客の増加に伴い、第二次世界大戦後には東口が増設された。1999年から2000年にかけて大がかりな改築工事が行われた。これは1970年代から計画中だったもので、この改修工事により1990年障害を持つアメリカ人法（ADA）に準拠したアクセシビリティ向上が図られた。また、線路の車止めのずっと先、駅の東端部のリップマン・プラザ寄りに新しい入口とエントランスホールが設けられた。
フラッシング-メイン・ストリート駅は2004年にアメリカ合衆国国家歴史登録財に指定された。
また、当駅があるフラッシングの中心街はフラッシング・チャイナタウンとしても知られ、ニューヨーク市でも最大のアジア人街の一つになっている。

### 延伸計画
デュアル・コントラクツや第二独立地下鉄網（IND Second System）のようなニューヨーク市地下鉄の路線網拡張の中で、フラッシング線もメイン・ストリートからさらに先、近くを走っていたベイサイドのベル・ブールバード方面に向かうロングアイランド鉄道ポート・ワシントン支線と並走する形で延伸する計画があった。これは149丁目の北で分岐してカレッジ・ポイントに向かうものであった。

## 駅構造
| G                  | 地上階                                     | メイン・ストリート方面出入口                                     | メイン・ストリート方面出入口 |
| M                  | コンコース                                 | ロビー、メトロカード/OMNY販売機、駅員室                          | ロビー、メトロカード/OMNY販売機、駅員室 |
| P プラットホーム階 | 1番線                                      | ← 34丁目-ハドソン・ヤード駅ゆき（メッツ-ウィレッツ・ポイント駅） | リップマン・プラザ出口 ロビー、メトロカード販売機、ルーズベルト・アベニュー方面行きエスカレーター （エレベーター：メイン・ストリートの東側、ルーズベルト・アベニュー） |
| P プラットホーム階 | 島式ホーム、到着番線に応じた側のドアが開く |                                                                  | リップマン・プラザ出口 ロビー、メトロカード販売機、ルーズベルト・アベニュー方面行きエスカレーター （エレベーター：メイン・ストリートの東側、ルーズベルト・アベニュー） |
| P プラットホーム階 | M番線                                      | ← 34丁目-ハドソン・ヤード駅ゆき（メッツ-ウィレッツ・ポイント駅） | リップマン・プラザ出口 ロビー、メトロカード販売機、ルーズベルト・アベニュー方面行きエスカレーター （エレベーター：メイン・ストリートの東側、ルーズベルト・アベニュー） |
| P プラットホーム階 | 島式ホーム、到着番線に応じた側のドアが開く |                                                                  | リップマン・プラザ出口 ロビー、メトロカード販売機、ルーズベルト・アベニュー方面行きエスカレーター （エレベーター：メイン・ストリートの東側、ルーズベルト・アベニュー） |
| P プラットホーム階 | 2番線                                      | ← 34丁目-ハドソン・ヤード駅ゆき（メッツ-ウィレッツ・ポイント駅） | リップマン・プラザ出口 ロビー、メトロカード販売機、ルーズベルト・アベニュー方面行きエスカレーター （エレベーター：メイン・ストリートの東側、ルーズベルト・アベニュー） |

当駅は島式ホーム2面3線の構成である。ルーズベルト・アベニューの幅（約15メートル (50 ft)）に合わせて、ホームはやや狭くなっている。壁にはモザイクで "MAIN STREET" とあり、プラットホームのタイルには "M" と書かれている。
地上階に9つの入口があり、2か所の改札口に繋がっている。開業当時からの出口はホーム中ほどにあり、改札は線路上の中二階の24時間営業の駅員詰所で行われている。また、階段でメイン・ストリート - ルーズベルト・アベニュー交差点の4つの角のどこにでも出られる。新しい改札口は天井が非常に高いリップマン・プラザの地下約12メートル (40 ft)にある。中二階はプラットホーム階にあり、ADA準拠のエレベーターと片方向運転のエスカレーター3台と階段でリップマン・プラザの地上階と繋がっている。1998年に Happy World と名付けられた装飾が改札口の上に設けられた。リップマン・プラザはリップマン・アーケードとも呼ばれ、歩行者通路で市営駐車場と39番街のバス停に繋がっている。
ホームの西端には事務所とフラッシング線の指令所がある。この指令所で列車運行と路線管制が行われ、乗務員の報告を受け付けている。線路は駅の西、カレッジ・ポイント・ブールバードで地上に出て、フラッシング川を渡る高架橋へ上っていく。

## バス路線
近くで連絡しているロングアイランド鉄道の同名の駅ともども、クイーンズ区内でもっとも利用客の多い路線バスと地下鉄の乗り換え駅2つのうち1つ（もう1つはジャマイカ・センター駅）で、北米では最大である。 2015年時点で20を超えるバス路線の起終点または途中駅となっている。
| 系統       | 事業者             | 停留所                                             | 北/西 終端                                        | 南/東 終端                                       | 経由 | 備考                                                                         |
| バス路線   | バス路線           | バス路線                                           | バス路線                                          | バス路線                                         | バス路線 | バス路線                                                                     |
| ---------- | ------------------ | -------------------------------------------------- | ------------------------------------------------- | ------------------------------------------------ | --- | ---------------------------------------------------------------------------- |
| Q12        | ニューヨーク市バス | ルーズベルト・アベニュー（リップマン・プラザ側）   | リトル・ネック                                    | リトル・ネック                                   | サンフォード・アベニュー、ノーザン・ブールバード                                                                                   |                                                                              |
| Q13        | ニューヨーク市バス | 39番街（リップマン・プラザ側）                     | フォート・トッテン                                | フォート・トッテン                               | ノーザン・ブールバード、ベル・ブールバード                                                                                         |                                                                              |
| Q15Q15A    | ニューヨーク市バス | ルーズベルト・アベニュー（リップマン・プラザ側）   | ビーチハースト                                    | ビーチハースト                                   | 41番街、150丁目 |                                                                              |
| Q16        | ニューヨーク市バス | 39番街（リップマン・プラザ側）                     | フォート・トッテン                                | フォート・トッテン                               | ベイサイド・アベニュー |                                                                              |
| Q17Q17 LTD | ニューヨーク市バス | メイン・ストリート                                 | ジャマイカ - メリック・ブールバード               | ジャマイカ - メリック・ブールバード              | キッセナ・ブールバード、ホレース・ハーディング・エクスプレスウェイ、188丁目、ヒルサイド・アベニュー                                | 北側の終点は2014年8月にメイン・ストリート-39番街から138丁目-39番街に移動した |
| Q19        | MTAバス            | メイン・ストリート                                 | アストリア                                        | アストリア                                       | 30番街、58丁目、ウッドサイド・アベニュー、65thプレイス、69丁目                                                                     |                                                                              |
| Q20AQ20B   | ニューヨーク市バス | メイン・ストリート                                 | カレッジ・ポイント                                | ジャマイカ - メリック・ブールバード              | アーチャー・アベニュー、メイン・ストリート、20番街（Q20A）、14番街（Q20B）                                                         |                                                                              |
| Q25Q25 LTD | MTAバス            | メイン・ストリート                                 | カレッジ・ポイント                                | ジャマイカ - ジャマイカ駅 (ニューヨーク)         | パーソンズ・ブールバード、 キッセナ・ブールバード、 127丁目                                                                        |                                                                              |
| Q26        | ニューヨーク市バス | ルーズベルト・アベニュー（リップマン・プラザ側）   | オーバーンデール                                  | オーバーンデール                                 | パーソンズ・ブールバード、46番街、ホリス・コート・ブールバード                                                                     | ラッシュ時のみ                                                               |
| Q27Q27 LTD | ニューヨーク市バス | メイン・ストリート                                 | クイーンズ・ヴィレッジ または カンブリア・ハイツ  | クイーンズ・ヴィレッジ または カンブリア・ハイツ | キッセナ・ブールバード、46番街、48番街、スプリングフィールド・ブールバード                                                         | 北側の終点は2014年8月にメイン・ストリート-39番街から138丁目-39番街に移動した |
| Q28        | ニューヨーク市バス | 39番街（リップマン・プラザ側）                     | ベイ・テラス・ショッピング・センター              | ベイ・テラス・ショッピング・センター             | ノーザン・ブールバード、クロッケロン・アベニュー、32番街、コーポラル・ケネディ・ストリート                                         |                                                                              |
| Q34        | MTAバス            | メイン・ストリート                                 | ホワイトストーン                                  | ジャマイカ - ジャマイカ駅                        | パーソンズ・ブールバード、キッセナ・ブールバード、ユニオン・ストリート                                                             |                                                                              |
| Q44 SBS    | ニューヨーク市バス | メイン・ストリート                                 | ブロンクス動物園 - ウェスト・ファームズ・スクエア | ジャマイカ - メリック・ブールバード              | アーチャー・アベニュー、メイン・ストリート、ユニオン・ストリート、パーソンズ・ブールバード、クロス・ブロンクス・エクスプレスウェイ | 2015年11月29日に Q44 セレクト・バス・サービスに転換                          |
| Q48        | ニューヨーク市バス | ルーズベルト・アベニュー（メイン・ストリート西側） | ラガーディア空港                                  | ラガーディア空港                                 | ルーズベルト・アベニュー、108丁目、ディトマス・ブールバード                                                                        |                                                                              |
| Q50 LTD    | MTAバス            | メイン・ストリート                                 | コープ・シティ                                    | コープ・シティ                                   | ホワイトストーン・エクスプレスウェイ、ハッチンソン・リバー・パークウェイ、ブルックナー・ブールバード、コープ・シティ・ブールバード | 一部停留所のみ停車                                                           |
| Q58Q58 LTD | ニューヨーク市バス | 41stロード                                         | リッジウッド・ターミナル                          | リッジウッド・ターミナル                         | フレッシュ・ポンド・ロード、グランド・アベニュー、コロナ・アベニュー、カレッジ・ポイント・ブールバード                             |                                                                              |
| Q65Q65 LTD | MTAバス            | メイン・ストリート                                 | カレッジ・ポイント                                | ジャマイカ駅                                     | 164丁目、45番街、カレッジ・ポイント・ブールバード                                                                                  |                                                                              |
| Q66        | MTAバス            | メイン・ストリート                                 | ロングアイランド・シティ - クイーンズ・プラザ     | ロングアイランド・シティ - クイーンズ・プラザ    | 21丁目、35番街、ノーザン・ブールバード                                                                                             |                                                                              |
| N20N20L    | NICEバス           | ルーズベルト・アベニュー（リップマン・プラザ側）   | ヒックスヴィル駅                                  | ヒックスヴィル駅                                 | ブロードウェイ（ヒックスヴィル）、ノーザン・ブールバード                                                                           |                                                                              |
| N21        | NICEバス           | ルーズベルト・アベニュー（リップマン・プラザ側）   | グレン・コーブ、ナッソー・カウンティ              | グレン・コーブ、ナッソー・カウンティ             | グレン・アベニュー、ブライアント・アベニュー、ノーザン・ブールバード                                                               |                                                                              |

## 画像

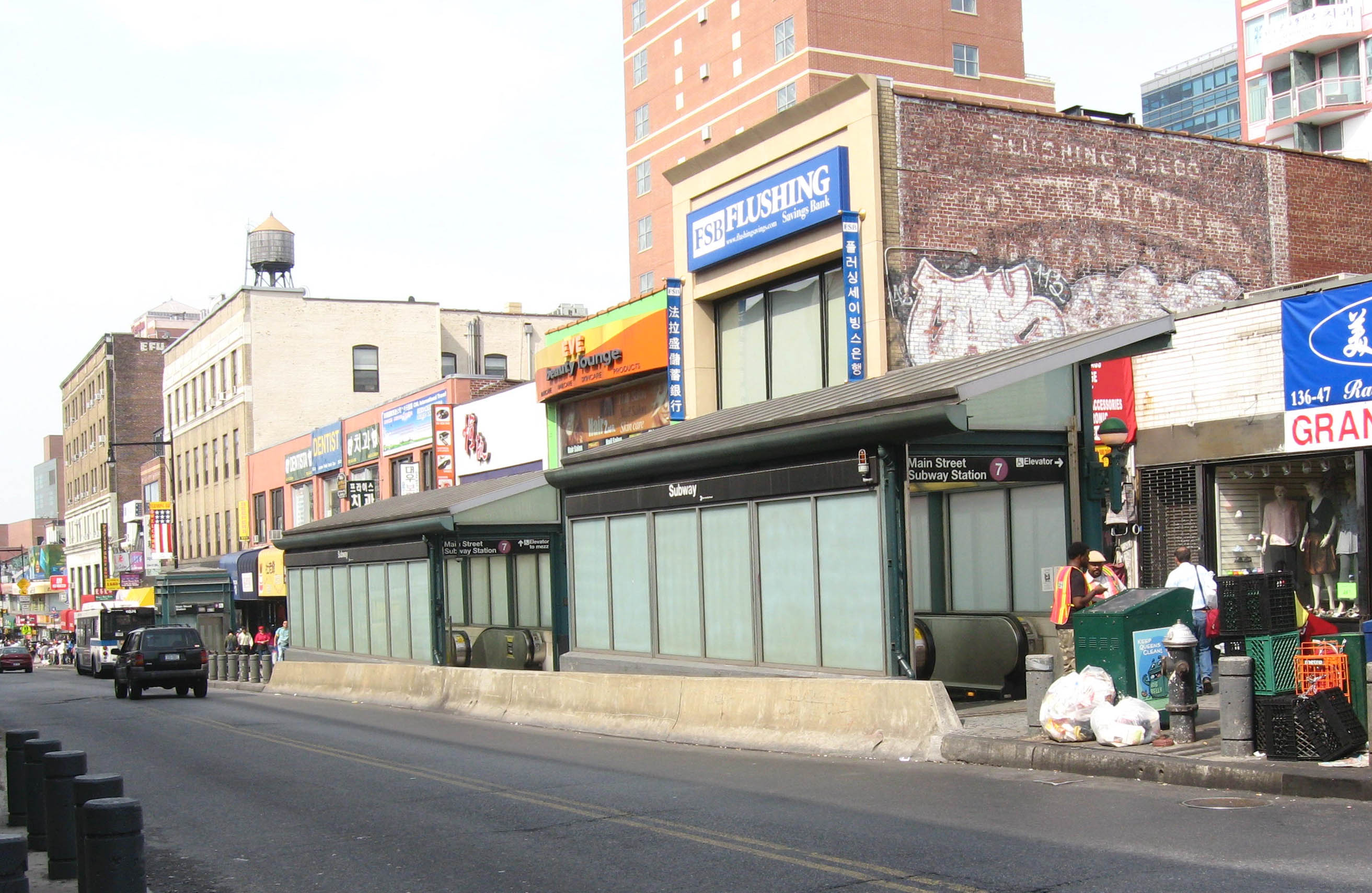
東口。1999年に改装された。
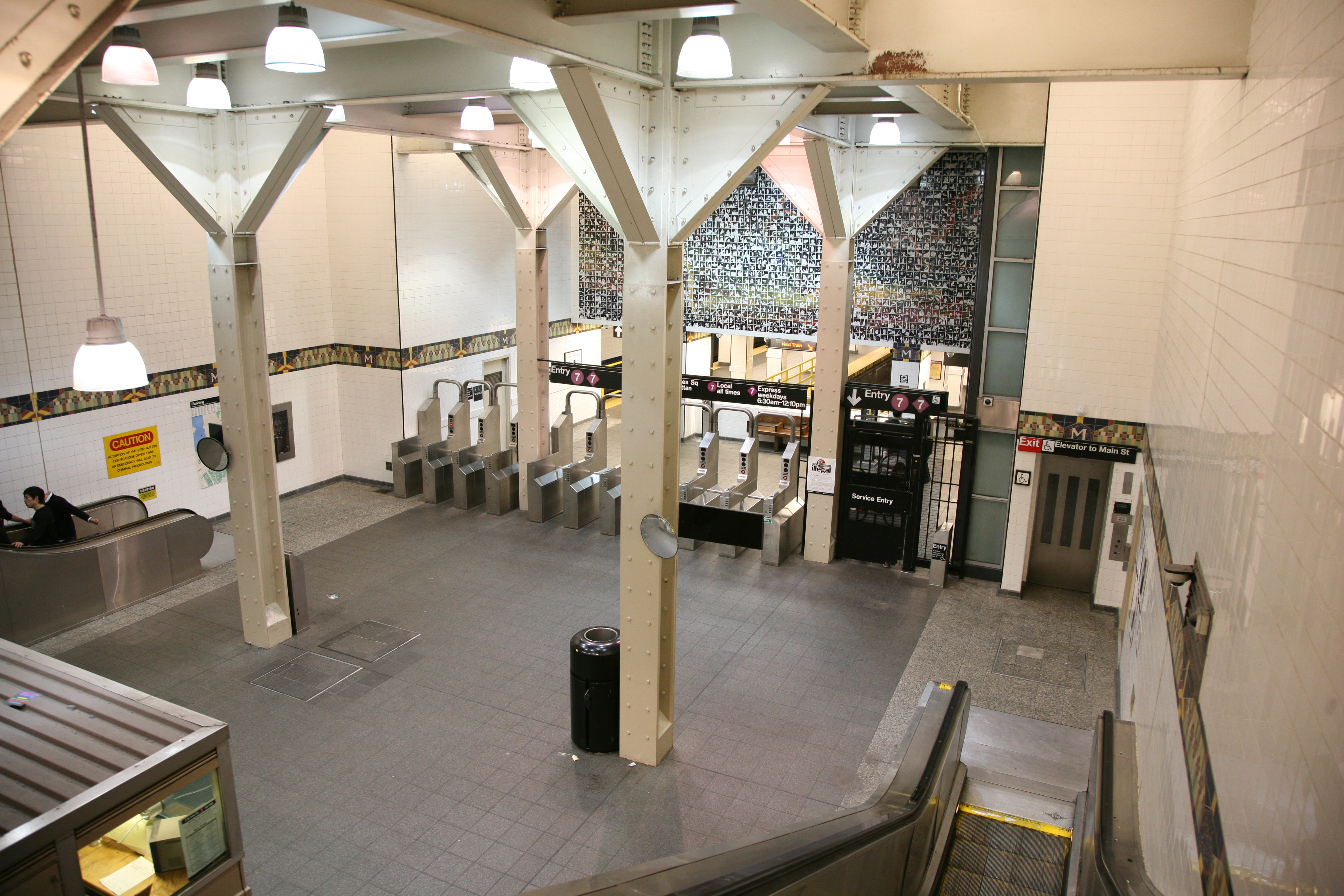
東口切符売場
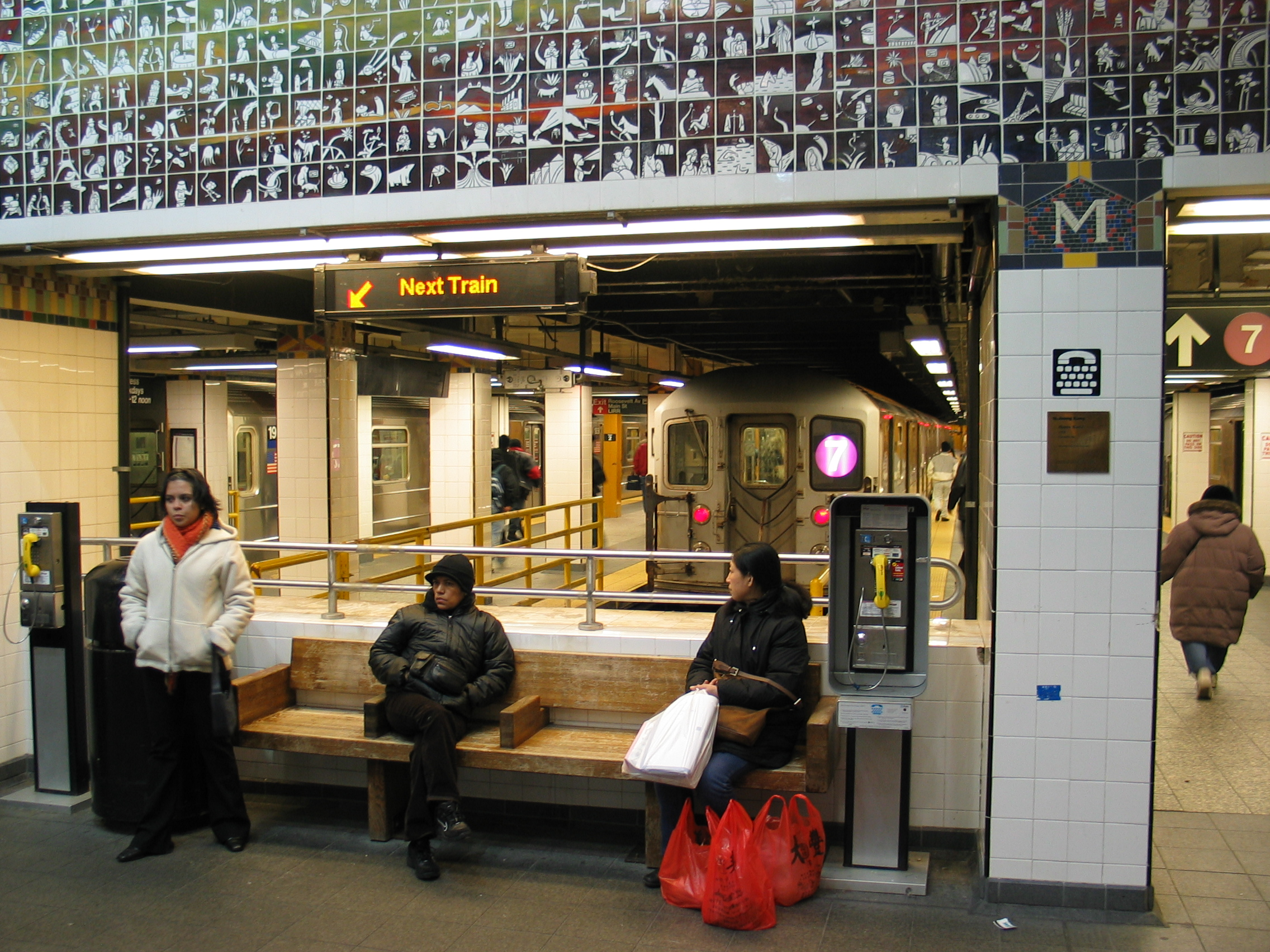
待合広場
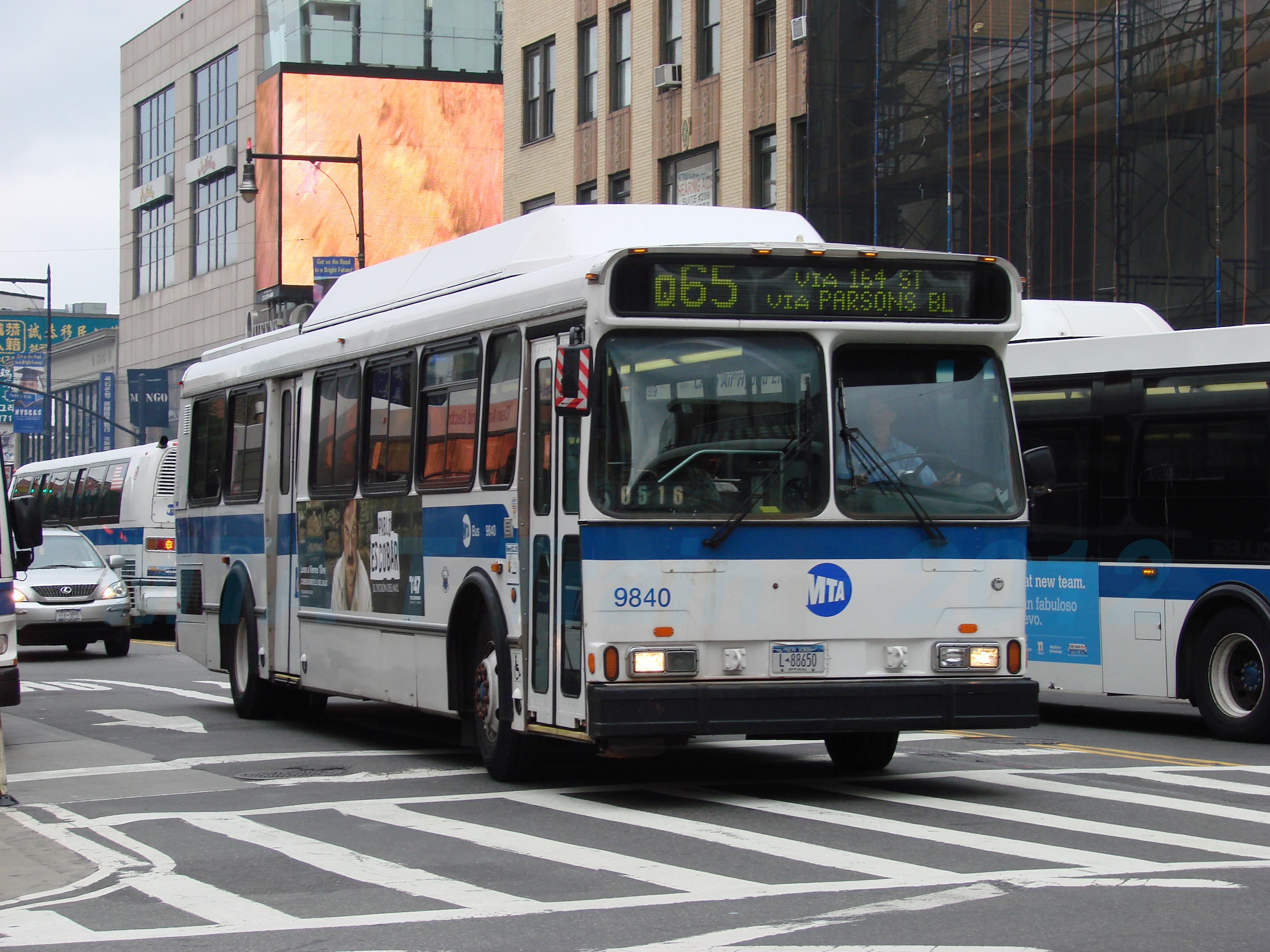
Q65系統のバス